# Mario Corso
Mario Corso, apelidado de Mariolino (Verona, 25 de agosto de 1941 – 20 de junho de 2020), foi um futebolista e treinador italiano. Um extremo esquerdo famoso e dinâmico, ele é considerado um dos maiores jogadores italianos em sua posição, ganhando os apelidos de "Mandrake" e "O pé esquerdo de Deus", devido às suas habilidades, técnica de tiro livre e capacidade de cruzamento.
Corso é principalmente lembrado por sua carreira bem sucedida na Inter de Milão e foi um membro-chave da Grande Inter de Helenio Herrera. Ele também representou a Itália em 23 ocasiões. Depois de se aposentar, ele serviu como treinador da Inter de Milão e de outras equipes, ganhando o grupo B da Série C2 com o Mantova na temporada 1987/88.

## Carreira
Corso foi um importante jogador da Inter de Milão, onde ele jogou quase que exclusivamente em toda a carreira, de 1957 a 1973, ganhando quatro títulos da Serie A, duas Liga dos Campeões e duas Copas Intercontinentais, chegando também a outra final da Liga dos Campeões e uma final da Coppa Itália.
Corso fez sua estréia aos 16 anos, em uma partida da Coppa Italia contra o Como, que a Inter ganhou 3-0; Em sua estreia, Corso marcou o segundo gol da partida, tornando-se o mais novo goleador da história do Inter. 
Em 23 de novembro de 1957, ele também fez sua estréia na Serie A, em uma vitória por 5-1 contra a Sampdoria, ele logo se tornando um membro permanente dos onze iniciais e depois atuou como capitão do time. 
Corso teve um papel na ala esquerda na equipe de Helenio Herrera da década de 1960, conhecida como La Grande Inter, conquistando títulos consecutivos da Serie A, Liga dos Campeões e da Copa Intercontinental. 
Após o seu tempo com a Inter, Corso mudou-se brevemente para o Genoa em 1973, permanecendo por duas temporadas antes de se aposentar em 1975. No total, ele jogou 436 jogos com 78 golos na Serie A.  

## Na Seleção
No total, Corso fez 23 jogos para o time nacional italiano ao longo de dez anos, marcando quatro gols. Embora ele nunca tenha sido convocado para participar de um grande torneio internacional com a Itália. 
Ele fez sua estréia em 1961, em uma derrota por 3-2 contra a Inglaterra em uma partida amistosa. Em 15 de outubro de 1961, ele marcou seus primeiros gols para a Itália, marcando dois gols contra Israel em uma partida de qualificação para a Copa do Mundo de 1962, que a Itália venceu por 4-2 fora de casa. Ele também marcou um gol no jogo de volta em 4 de novembro, em Turim. 
Após uma discussão com o treinador Edmondo Fabbri, ele foi deixado de fora do time da Copa do Mundo de 1962 na Itália. Ele voltou ao time em 1964, mas ele não foi convocado para a Copa do Mundo de 1966, nem para a Eurocopa de 1968.
Ele foi mais uma vez excluído da equipe que chegaria à final da Copa do Mundo de 1970. Corso fez sua última aparição para a Itália em 9 de outubro de 1971, em uma vitória por 3 a 0 sobre a Suécia. Junto com Giuliano Sarti, Armando Picchi, Gianfranco Bedin e Antonio Angelillo, ele é um dos jogadores italianos mais bem sucedidos que nunca foram convocados para uma Copa do Mundo. 
Apesar de sua exclusão da equipe, em 1967, a FIFA o colocou em sua equipe All-Star para um amistoso internacional contra a Espanha, em homenagem ao goleiro Ricardo Zamora, ganhando a partida por 3 a 0.  

## Estilo de jogo
Corso é lembrado pela sua consistência, inteligência, ritmo e resistência como um extremo, além de ser conhecido por sua distribuição precisa, capacidade de cruzamento, criatividade e ampla gama de passes. Ele era capaz de jogar no flanco esquerdo e direito, devido à sua capacidade de fornecer cruzamentos na ala esquerda ou cortar no meio para atacar de gol do lado direito. 
Um extremo atípico, ele era notório por sua falta de disciplina tática e muitas vezes jogava entre as linhas em um papel central e livre, como uma espécie de meia-atacante; Por isso, ele era capaz de jogar como atacante e como meio-campo. Embora ele não fosse particularmente rápido, ele tinha um bom físico, bem como uma habilidade técnica excepcional e controle de bola.
Ele era conhecido por seus poderosos e curvados tiros de longa distância. Apesar de sua habilidade, o jornalista Gianni Brera o acusou de ser inconsistente, sem dinamismo e com uma fraca taxa de trabalho defensiva, o que o próprio Corso negou.

## Morte
Morreu no dia 20 de junho de 2020, aos 78 anos.

## Títulos

### Clube
Inter de Milão
- Série A : 1962-63, 1964-65, 1965-66 e 1970-71
- Liga dos Campeões: 1963-64 e 1964-65
- Copa Intercontinental: 1964 e 1965